# Typhlodromus inhabilis
Typhlodromus inhabilis är en spindeldjursart som beskrevs av Kuznetsov 1984. Typhlodromus inhabilis ingår i släktet Typhlodromus och familjen Phytoseiidae. Inga underarter finns listade i Catalogue of Life.